# Магнусон, Томас
Томас Магнусон (швед. Thomas Magnuson; род. 2 июля 1950, Мутала) — шведский лыжник, двукратный чемпион мира.

## Карьера
На Олимпийских играх 1972 года в Саппоро занял 28-е место в гонке на 30 км и 4-е место в эстафете.
На чемпионате мира 1974 года в Фалуне завоевал две медали, золотую в гонке на 30 км и бронзовую в гонке на 50 км.
На чемпионате мира-1978 в Лахти завоевал золото в эстафете, кроме того был 18-м в гонке на 30 км.
В 1977 году одержал победу в гонке на 50 км на престижнейшем в то время Хольменколленском лыжном фестивале.